# Rubroscirus floridanus
Rubroscirus floridanus är en spindeldjursart som först beskrevs av Frank Jason Smiley 1992.  Rubroscirus floridanus ingår i släktet Rubroscirus och familjen Cunaxidae. Inga underarter finns listade i Catalogue of Life.